# كليو هارتفيغ
كليو هارتفيغ (بالإنجليزية: Cleo Hartwig)‏ هي فنانة أمريكية، ولدت في 20 أكتوبر 1907 في الولايات المتحدة، وتوفيت في 18 يونيو 1988 في نيويورك في الولايات المتحدة.